# Friedrich Ludin
Friedrich Ludin (Rufname Fritz; * 18. Januar 1875 in Karlsruhe; † 29. März 1941 in Freiburg im Breisgau) war ein deutscher Lehrer und Autor.

## Biografie
Ludin wurde 1898 an der Universität Freiburg bei Friedrich Kluge zum Dr. phil. promoviert. Er war ab 1904 als Lehrer für Deutsch und Französisch an der Rotteck-Oberrealschule in Freiburg tätig, von 1933 bis 1940 als deren Leiter. Ludin verfasste mehrere Werke zur deutschen Kultur auch unter dem Pseudonym Fritz Thumb. Er war verheiratet mit Johanna, geb. Tanner (1875–1962), einer Malerin aus Lörrach. 
Beider Sohn war Hanns Ludin, zuletzt SA-Obergruppenführer und deutscher Gesandter („SA-Gesandter“) in der Slowakei, der dort 1947 als Kriegsverbrecher hingerichtet wurde. Im März 1941 verstarb Friedrich Ludin im Alter von 66 Jahren in Freiburg im Breisgau.

## Schriften
- Adam Sibers Bearbeitung des „Nomenclator H. Junii“: lexikalisch erläutert (als Beitrag zur Localisierung des neuhd. Wortbestandes). Dissertation Freiburg 1898.
- (Hrsg.): Alemannen-Buch 1914. Kunst und Dichtung aus Südbaden. Reuß & Itta, Konstanz 1914.
- Deutsche Geistesart. Hahn, Mannheim 1915 (Digitalisat).
- Der deutsche Roland. Eine Bismarckrede. Troemer, Freiburg 1915.
- Der Jüngste Tag und das neue Israel. Aus den Bergpredigten des Köhlerhannes. Lorenz, Freiburg 1919.
- Die deutschen Propheten. Ahnungen und Mahnungen für Deutschland am Scheideweg. Lorenz, Freiburg 1919.
- Die Heiligen Drei Könige und ihr Stern. Ein deutsches Wintermärchen zur Weihe-Nacht. Lorenz, Freiburg 1919.